# Marina Rajčić
Marina Rajčić, geborene Vukčević (serbisch-kyrillisch Марина Рајчић (Вукчевић); * 24. August 1993 in Podgorica, BR Jugoslawien) ist eine montenegrinische Handballspielerin.

## Karriere
Rajčić wurde ab der Saison 2009/10 beim montenegrinischen Erstligisten ŽRK Budućnost Podgorica eingesetzt. Mit Budućnost gewann die Torhüterin 2010 den Europapokal der Pokalsieger, 2012 und 2015 die EHF Champions League sowie 2010, 2011, 2012, 2013, 2014, 2015 und 2019 die Meisterschaft und den Pokal. Ab der Saison 2015/16 stand sie beim französischen Erstligisten Metz Handball unter Vertrag. Mit Metz gewann sie 2016, 2017 und 2018 die französische Meisterschaft sowie 2017 den französischen Pokal. Im Sommer 2018 kehrte sie zum ŽRK Budućnost Podgorica zurück. Mit Budućnost gewann sie 2019 die Meisterschaft sowie den Pokal. In der Saison 2020/21 pausierte sie. Anschließend schloss sich Rajčić dem türkischen Erstligisten Kastamonu Belediyesi GSK an, mit dem sie 2022 sowohl die türkische Meisterschaft als auch den türkischen Pokal gewann. Ab dem Sommer 2022 stand sie beim ungarischen Erstligisten Siófok KC unter Vertrag. Im Sommer 2023 wechselte sie zum rumänischen Erstligisten CS Măgura Cisnădie. Ab der Saison 2025/26 wird sie beim Ligakonkurrenten SCM Craiova unter Vertrag stehen.
Rajčić gewann im Jahr 2010 die Bronzemedaille bei der U-20-Weltmeisterschaft. Sie gehört dem Kader der montenegrinischen Nationalmannschaft an. Mit Montenegro nahm sie an der Weltmeisterschaft 2011 teil. Im Sommer 2012 nahm Rajčić mit Montenegro an den Olympischen Spielen in London teil, wo sie die Silbermedaille gewann. Im selben Jahr gewann sie mit Montenegro den EM-Titel. Weiterhin nahm sie an den Olympischen Spielen 2016 in Rio de Janeiro, an der Europameisterschaft 2016, an der Weltmeisterschaft 2017, an der Europameisterschaft 2018 sowie an den Olympischen Spielen 2020 in Tokio teil. Bei der Europameisterschaft 2022 gewann sie mit Montenegro die Bronzemedaille. Im Turnierverlauf parierte Rajčić 26,8 % der gegnerischen Würfe. Mit Montenegro nahm sie an der Weltmeisterschaft 2023 teil und belegte den siebten Platz. Nach der Europameisterschaft 2024 beendete sie ihre Länderspiellaufbahn.